# Mas Bufadors
Mas Bufadors és una masia del municipi del Port de la Selva inclosa en l'Inventari del Patrimoni Arquitectònic de Catalunya.

## Descripció
Situada al sud-est del nucli urbà de la població del Port de la Selva, al vessant nord-oest del puig dels Bufadors, al serrat de les Conilleres.
Masia aïllada de grans dimensions, formada per diversos cossos adossats i en estat força ruïnós, amb la major part de les cobertes arruïnades. El cos principal, al nord-oest del conjunt, encara conserva bona part de la coberta dempeus, de dues vessants de teula, i està distribuït en planta baixa i pis, l'habitatge a dalt i les estances pel bestiar als baixos. S'accedia a l'habitatge per una escala exterior que donava a una terrassa avui enfonsada. Als estables de la planta baixa, tallats a la roca natural i amb recs excavats com a desaigües, les estances són cobertes amb voltes de canó morterades. Els cossos auxiliars destinats a les tasques agrícoles i ramaderes es concentren a les bandes de migdia i llevant de la construcció. Tots ells presenten les cobertes enrunades, tot i que majoritàriament eren d'una o dues vessants de teula. A l'extrem sud-est hi ha dos espais de corral pel bestiar delimitats amb murs de pedra de poca alçada.
La construcció és de rebles de pissarra lligats amb argamassa o posats en sec, en algunes tanques i corrals. Els paraments més moderns presenten restes dels revestiments arrebossats. Bona part del mas i de les dependències auxiliars es drecen sobre la roca natural tallada, com el marge que limita l'era situada a la banda nord-oest de la casa.

## Història
Segons Pla d'ordenació urbanística municipal del Port de la Selva, el mas és documentat des del XVII i restà ocupat fins al segle xx. Actualment està abandonat i en procés d'enrunament.